# 平尾台観光タクシー
平尾台観光タクシー（ひらおだいかんこうタクシー）は、福岡県北九州市の通称“三谷地区”に所在したタクシー会社。

## 概要
その名の通り、平尾台を擁する北九州市小倉南区の旧東谷村で唯一の法人タクシー事業者であった。この地域では西鉄バス路線の撤退が相次ぎ、2017年10月時点では後藤寺 - 中谷線（西鉄バス筑豊運営）しかない状態となっていたため、地域の重要な生活の足となっていた。また、域内に法人タクシー事業者が無い旧中谷村や、国道322号沿いに国際ひまわりタクシーがある旧西谷村も、主要なエリアとなっていた。
しかし、第一交通産業グループや国際興業グループなど他の事業者との兼ね合いもあって、北九州モノレール徳力嵐山口駅またはサンリブもりつねより北では基本的に指定乗り場での客待ちをすることは無かった。
車両の色は白を基調としつつ、後年一般用車両では、老朽車両に換えてトヨタ・プリウスを導入していた。
北九州市は国の施策でタクシーの営業台数を削減する地域に指定され、中小事業者ではあったが容赦なく台数削減された。加えてCOVID-19禍による利用者減の影響も加わったことから、2020年に小倉北区で「カエルタクシー」や代行運転事業を運営する株式会社K・J・R・S・K（カジュラスク）に事業譲渡された（2020年5月28日譲渡認可）。譲渡後はカエルタクシー平尾台営業所として営業を続けている。

## 事業内容
- 一般タクシー事業
- 北九州市おでかけ交通事業
  - 平尾台地区（ひまわりタクシーに譲渡）

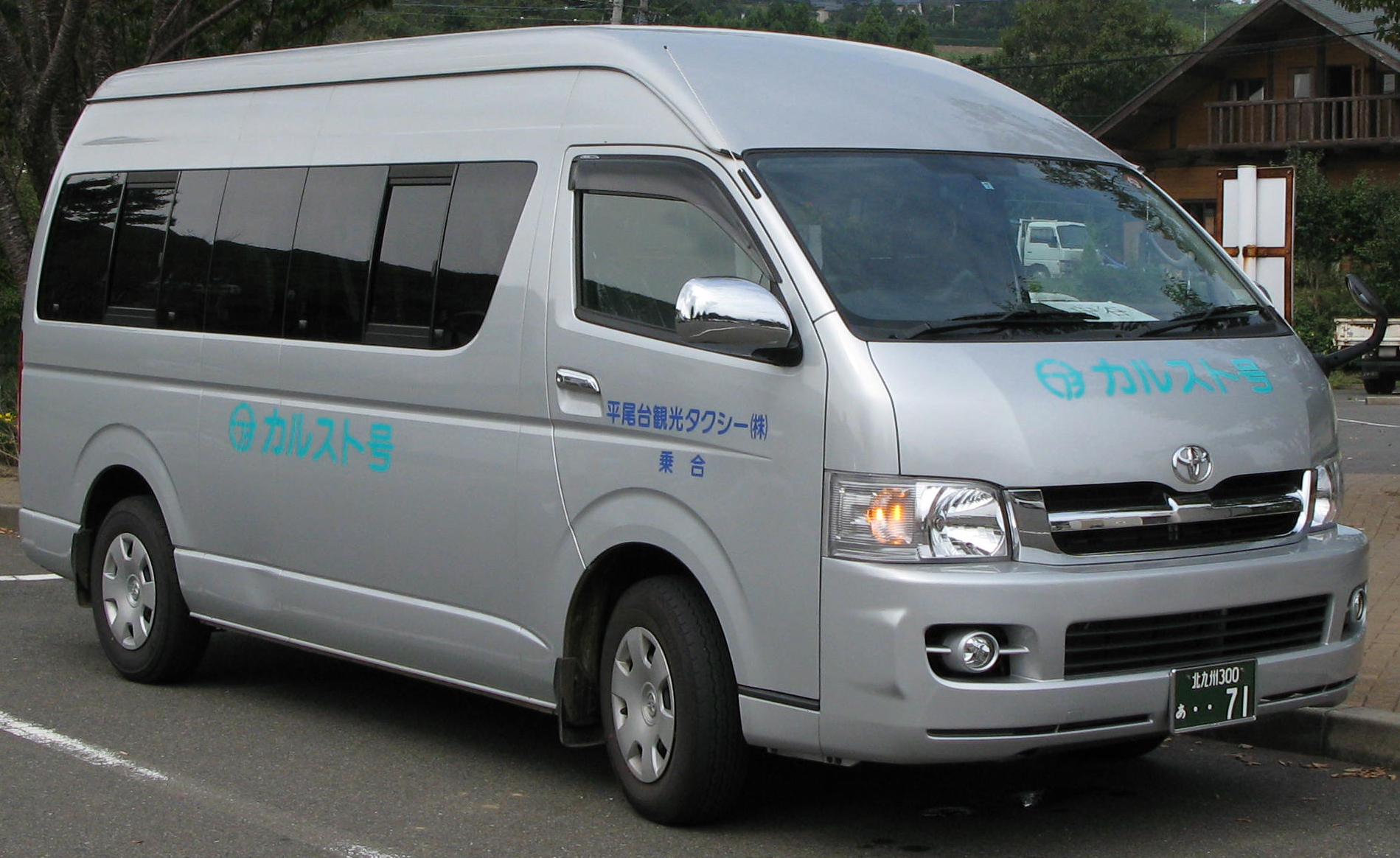
おでかけ交通に使用されていた車両

  - 合馬・道原地区（北都観光バス→ひまわりタクシーとの共同運行→譲渡）
- 介護事業
  - 介護タクシー事業
  - ヘルパーステーションふれあい

## 事業所所在地
〒803-0184　北九州市小倉南区大字木下584-6